# Маняно
Маня̀но (на италиански: Magnano; на пиемонтски: Magnan, Манян) е село и община в Северна Италия, провинция Биела, регион Пиемонт. Разположено е на 543 m надморска височина. Населението на общината е 387 души (към 2010 г.).